# Generalife
Generalife (arab. Jannat al-'Arif – Ogrody Najwyższego Architekta lub Ogrody Rajskich Rozkoszy) – ogrody i pałac letni emirów Grenady z dynastii Nasrydów, położony w Grenadzie, w hiszpańskiej Andaluzji. Jest jednym z najstarszych zachowanych ogrodów mauretańskich. W 1984 roku kompleks został wpisany na listę światowego dziedzictwa UNESCO.
Ponieważ Alhambra miała charakter oficjalnej rezydencji, konieczna była budowa letniego pałacu, w którym władcy mogliby znaleźć wytchnienie od codziennych obowiązków. Kompleks pałacowo-ogrody powstał za panowania Muhammada III, w latach 1302–1309 na miejscu dawnych sadów i pastwisk, na wzgórzu po północnej stronie Alhambry. Został przebudowany za panowania Ismaila I (1313–1324) w 1318 roku, pod nadzorem architekta Aben Walida. Władcy muzułmańscy, wznosząc kolejne budowle kompleksu, kierowali się pragnieniem stworzenia raju na ziemi.
W skład kompleksu wchodzi Patio de la Acequia, zamknięty orientalny ogród założony wzdłuż wąskiego, długiego basenu. Basen otaczają grzędy kwiatowe, krzyżujące się fontanny, kolumnady i dwa pawilony, jedyne, które zachowały się w Generalife do dzisiaj. Ogród uważany jest za najlepiej zachowany średniowieczny ogród w Al-Andalus. Jardín de la Sultana ("Ogród Sułtanki") nazywany również Patio de los Cipreses był miejscem spotkań Zorai, żony Abu I Hasana z jej kochankiem z rodu Abencerrajów, Hametem. Inne ogrody rozciągały się wokół budowli i pierwotnie pełne były drzew owocowych i łączek, na których pasły się domowe zwierzęta.
Pierwotnie pałac Generalife był połączony z Alhambrą krytym przejściem przecinającym wąwóz, który dzieli dwa kompleksy pałacowe.
Prace ogrodowe we współczesnych ogrodach rozpoczęto w 1931 roku. Zostały one zakończone przez Francisco Prieto Moreno w 1951 roku. Alejki wyłożono tradycyjnie otoczakami układającymi się we wzory mozaikowe. Białe kamienie pochodzą z rzeki Darro, zaś czarne z rzeki Genil.